# أرت دول
أرت دول (بالإنجليزية: Art Doll)‏ هو لاعب كرة قاعدة أمريكي، ولد في 7 مايو 1913 في شيكاغو في الولايات المتحدة، وتوفي في 28 أبريل 1978 في كالوميت سيتي في الولايات المتحدة.

## وصلات خارجية
- أرت دول على موقع دوري كرة القاعدة الرئيسي (الإنجليزية)
- أرت دول على موقعبيزبول رفرنس.كوم (الدوري الرئيسي) (الإنجليزية)
- أرت دول على موقعبيزبول رفرنس.كوم (الدوري الثانوي) (الإنجليزية)